# Рес (Северна Рајна-Вестфалија)
Рес (њем. Rees) град је у њемачкој савезној држави Северна Рајна-Вестфалија. Једно је од 16 општинских средишта округа Клефе. Према процјени из 2010. у граду је живјело 22.465 становника. Посједује регионалну шифру (AGS) 5154044, NUTS (DEA1B) и LOCODE (DE RES) код.

## Географски и демографски подаци
Рес се налази у савезној држави Северна Рајна-Вестфалија у округу Клефе. Град се налази на надморској висини од 17 метара. Површина општине износи 109,7 km². У самом граду је, према процјени из 2010. године, живјело 22.465 становника. Просјечна густина становништва износи 205 становника/km².

## Међународна сарадња
| Мјесто  | Држава    | Врста сарадње | Од    |
| ------- | --------- | ------------- | ----- |
| Уберген | Холандија | партнерство   | 1971. |
| Извор   |           |               |       |